# Etoy VD
| VD ist das Kürzel für den Kanton Waadt in der Schweiz. Es wird verwendet, um Verwechslungen mit anderen Einträgen des Namens Etoy zu vermeiden. |

Etoy ([ɛtwa], im einheimischen frankoprovenzalischen Dialekt [(a) ɛˈtjaːe]) ist eine politische Gemeinde im Distrikt Morges des Kantons Waadt in der Schweiz.

## Geographie
Etoy liegt auf 454 m ü. M., 7 km westsüdwestlich der Bezirkshauptstadt Morges (Luftlinie). Das Dorf erstreckt sich am leicht nach Süden geneigten Hang nördlich des Genfersees, östlich des Tals der Aubonne, an aussichtsreicher Lage rund 80 m über dem Seespiegel des Genfersees.
Die Fläche des 4,9 km² grossen Gemeindegebiets umfasst einen Abschnitt nördlich des Genfersees. Der Gemeindeboden erstreckt sich von der Geländeterrasse bei Buchillon nordwärts den sanft geneigten Hang hinauf bis unterhalb des Hügels Le Châtelard, wo mit 495 m ü. M. der höchste Punkt von Etoy erreicht wird. Die westliche Begrenzung bildet der gewundene Lauf der Aubonne, im Osten reicht das Gebiet bis an den Rand des Boirontals. Von der Gemeindefläche entfielen 1997 22 % auf Siedlungen, 6 % auf Wald und Gehölze, 71 % auf Landwirtschaft und etwas weniger als 1 % war unproduktives Land.
Zu Etoy gehören der Weiler La Romanèche (467 m ü. M.) oberhalb des Dorfes, die Siedlung En Folliard (423 m ü. M.) östlich des Aubonnetals und die Gewerbe- und Industriezone entlang der Hauptstrasse Nyon – Morges. Nachbargemeinden von Etoy sind Lavigny, Villars-sous-Yens, Saint-Prex, Buchillon, Allaman und Aubonne.

## Bevölkerung
Mit 2913 Einwohnern (Stand 31. Dezember 2023) gehört Etoy zu den mittelgrossen Gemeinden des Kantons Waadt. Von den Bewohnern sind 85,2 % französischsprachig, 5,2 % portugiesischsprachig und 4,1 % deutschsprachig (Stand 2000). Die Bevölkerungszahl von Etoy belief sich 1850 auf 474 Einwohner, 1900 auf 663 Einwohner. Seit 1980 (891 Einwohner) wurde eine rasche Bevölkerungszunahme mit fast einer Verdreifachung der Einwohnerzahl innerhalb von 20 Jahren verzeichnet.

## Wirtschaft
Etoy war bis in Mitte des 20. Jahrhunderts ein vorwiegend durch die Landwirtschaft geprägtes Dorf. Noch heute haben der Ackerbau und der Weinbau eine gewisse Bedeutung in der Erwerbsstruktur der Bevölkerung. Im Umkreis des Dorfes befinden sich einige grössere Weinbaugebiete, daneben spielt auch der Obstbau eine Rolle.
Seit den 1970er Jahren entstand an der Hauptstrasse entlang des Genfersees ein ausgedehntes Industrie- und Gewerbequartier, das zahlreiche Arbeitsplätze bietet. Es umfasst mehrere Warenlager, eine Filiale des Möbelgeschäfts Pfister, den Hauptsitz des Bananenexporteurs Chiquita und zahlreiche kleinere Unternehmen. Im Weiteren befindet sich in Etoy das 1872 gegründete Pflegeheim L’Espérance für geistig Schwerbehinderte. In den letzten Jahrzehnten hat sich das Dorf dank seiner attraktiven Lage zu einer Wohngemeinde entwickelt. Viele Erwerbstätige sind deshalb Wegpendler, die vor allem in Morges und Lausanne arbeiten.

## Verkehr
Die Gemeinde ist verkehrstechnisch gut erschlossen, obwohl sie abseits grösserer Durchgangsstrassen liegt. Sie besitzt Strassenverbindungen mit Buchillon, Saint-Prex und Lavigny. Der Autobahnanschluss Aubonne an der 1964 eröffneten A1 (Genf-Lausanne), die das Gemeindegebiet durchquert, ist rund 3 km vom Ort entfernt.
Die Haltestelle Etoy an dem am 14. April 1858 eröffneten Abschnitt von Morges nach Coppet der Bahnstrecke Lausanne–Genf liegt gerade an der Grenze des Gemeindegebiets. Durch einen Postautokurs, der von der Haltestelle Etoy via Buchillon und Etoy nach Aubonne verkehrt, ist das Dorf an das Netz des öffentlichen Verkehrs angeschlossen.

## Geschichte
Funde aus dem Neolithikum, der La-Tène-Zeit und die Fundamente einer römischen Villa zeugen von einer sehr frühen Besiedlung des Gemeindegebietes. Die erste urkundliche Erwähnung des Ortes erfolgte 1145 unter dem Namen Stuie. Später erschienen zahlreiche weitere Schreibweisen: Estui (1167), Stoy (1177), Estue (1215), Estuve (1228), Estuy (1269), Estuez (1349), Stuez (1379) und Estuey (1430).
Das 1145 erwähnte Priorat Saint-Nicolas von Etoy gehörte zum Besitz der Chorherren des Grossen St. Bernhards, befand sich aber unter der direkten Aufsicht der Herren von Aubonne. Seit der Eroberung der Waadt durch Bern im Jahr 1536 teilte Etoy die Geschicke von Aubonne. Das Priorat wurde damals säkularisiert und der Landbesitz des Priorats wurde in die Herrschaft Etoy umgewandelt, die 1772 durch Kauf an Bern kam. Mit der Schaffung der Vogtei Aubonne im Jahr 1701 wurde das Dorf dieser zugeteilt. Nach dem Zusammenbruch des Ancien Régime gehörte Etoy von 1798 bis 1803 während der Helvetik zum Kanton Léman, der anschliessend mit der Inkraftsetzung der Mediationsverfassung im Kanton Waadt aufging. 1798 wurde es zunächst dem Bezirk Aubonne zugeteilt, 1803 kam es zum Bezirk Morges.

## Sehenswürdigkeiten
Die Kirche Saint-Nicolas stammt zu bedeutenden Teilen aus dem 13. Jahrhundert, sie erfuhr jedoch während der Reformation eine Umgestaltung. Der massive Frontturm diente früher als Verteidigungsturm. Im Innern der Kirche befindet sich ein Triumphbogen aus dem 12. Jahrhundert. Von den ursprünglichen Prioratsgebäuden sind keine Reste mehr sichtbar. An der Stelle des Priorats wurde im 16. Jahrhundert ein Schloss erbaut, dessen heutige Gestalt aus dem 18. Jahrhundert stammt. Südwestlich der Kirche befindet sich ein bedeutendes, im 17. und 18. Jahrhundert errichtetes Herrenhaus mit dreigeschossigen Loggien. Im Ortskern sind einige charakteristische Acker- und Weinbauernhäuser aus dem 17. bis 19. Jahrhundert erhalten. Auch der kompakte Weiler La Romanèche hat sein Ortsbild bewahrt.